# Cataglyphis bicolor
Espèce
Cataglyphis bicolor, en langue vernaculaire fourmi du Sahara, est une espèce de fourmis du genre Cataglyphis. Cette espèce thermophile vit dans les déserts d'Afrique du Nord.

## Distribution
Cette espèce qui vit dans le Sahara est l'une des espèces de son règne les plus tolérantes à la chaleur. Quatre autres espèces proches vivent également dans le Sahara: Cataglyphis bombycinus, Cataglyphis savignyi, Cataglyphis mauritanicus et Cataglyphis fortis.
Elle peut supporter des températures entre et 50° et 70°.

## Sous-espèces
- Cataglyphis bicolor adustus Santschi, 1929
- Cataglyphis bicolor basalis Santschi, 1929
- Cataglyphis bicolor bellicosus (Karavaiev, 1924)
- Cataglyphis bicolor bicolor (Fabricius, 1793)
- Cataglyphis bicolor congolensis (Stitz, 1916)
- Cataglyphis bicolor oasium Menozzi, 1932
- Cataglyphis bicolor protuberatus Crawley, 1920
- Cataglyphis bicolor pubens Santschi, 1929
- Cataglyphis bicolor rufiventris Emery, 1925
- Cataglyphis bicolor seticornis (Emery, 1906)
- Cataglyphis bicolor sudanicus (Karavaiev, 1912)